# 瀬川如皐 (3代目)
三代目 瀬川 如皐（せがわ じょこう、文化3年（1806年） - 明治14年（1881年）6月28日）は幕末から明治にかけて活躍した歌舞伎作者。本名は六三郎（ろくさぶろう）。俳名に吐蚊、雅号に二五社・藪雀庵がある。

## 略伝
江戸の生まれ。はじめ呉服屋を営んでいたが、天保10年（1839年）絞吉平の名で河原崎座に入り、歌舞伎狂言の創作活動を始める。のち絞吉平、姥尉輔の名で五代目鶴屋南北に師事する。その後四代目中村歌右衛門の後援を受け活動が活発となる。弘化2年（1845年）藤本吉兵衛、一時澤村吉兵衛とも名乗る。嘉永元年（1848年）11月中村座の立作者となり、嘉永3年（1850年）三代目瀬川如皐を襲名。以後主に八代目市川團十郎や四代目市川小團次のために台本を書く。行年75歳で没す。法名は徹寿浄肝信士。本所牛島の弘福寺に墓碑があるという。

## 性格と評価
几帳面な性格で、台本も趣向に富み、創作性には優れていた。ただし書き直しが多く、そのうえ台本の字が小さく、指示も細か過ぎるうえ、作品自体も冗長で、役者や観客からはすこぶる不評だった。代表作は『与話情浮名横櫛』（切られ与三）、『東山桜荘子』（佐倉義民伝）、『新台いろは書始』（のちに改作されて『松浦の太鼓』）など。とくに『切られ与三』では七五調の台詞を河竹黙阿弥に先駆けて使用して幕末の生世話物狂言の発展に貢献、『佐倉義民伝』では日本最初の農民劇を創作するなどの功績をあげている。また、『乗合舟』『競獅子』などの舞踊の作詞、合巻の著作などがある。
私生活では潔癖な人柄で、自宅は常に柱から土間まで磨きあげられ塵ひとつなかった。ある日家に遊びに来た後輩がうっかりして泥のついた下駄で入り込んだ時は、「おいおい。だめじゃないか。」と激しく怒ったという
嘉永7年（1854年）小團次が河原崎座に移籍。以降小團次は黙阿弥と提携してしまう。代わりに如皐と組んだ四代目中村芝翫が丸本物を得意とすることが、生世話物に本領とする如皐には合わないなどの理由から筆力が衰退する。それでも三代目澤村田之助のために『蠎阿由曙仇討』（うわばみお由）などいくつかの佳作をものにしたが、明治以降になると新時代に対応できず、さらに黙阿弥の人気に押され二流の芝居小屋での活躍を余儀なくされた。以上のように才能がありながらも狂言作者として大成せぬまま終わったが、鶴屋南北と黙阿弥の間の時代を埋める存在として評価されている。
墓所は向島弘福寺。四代目瀬川如皐は親戚に当たる。